# Маданіймехнат
40°48′36″ пн. ш. 72°12′14″ сх. д. / 40.81000° пн. ш. 72.20389° сх. д.
Маданіймехнат (узб. Маданиймеҳнат, Madaniymehnat) — міське селище в Узбекистані, в Алтинкульському районі Андижанської області.
Розташоване у Ферганській долині, на каналі Улугнар, за 3 км на північний схід від Алтинкуля.
Населення 2,2 тис. мешканців (1990). Статус міського селища з 2009 року.